# Trevor Francis
Trevor John Francis, angleški nogometaš in nogometni trener, * 19. april 1954, Boxhill, Plymouth, Anglija, Združeno Kraljestvo.
Francis je za angleško nogometno reprezentanco zbral 52 nastopov, bil pa je prvi angleški igralec, ki je bil prodan za več kot milijon britanskih funtov v zgodovini angleškega nogometa. Po končani nogometni karieri je postal trener.